# San Francisco (Atlántida)
Pour les articles homonymes, voir San Francisco (homonymie).

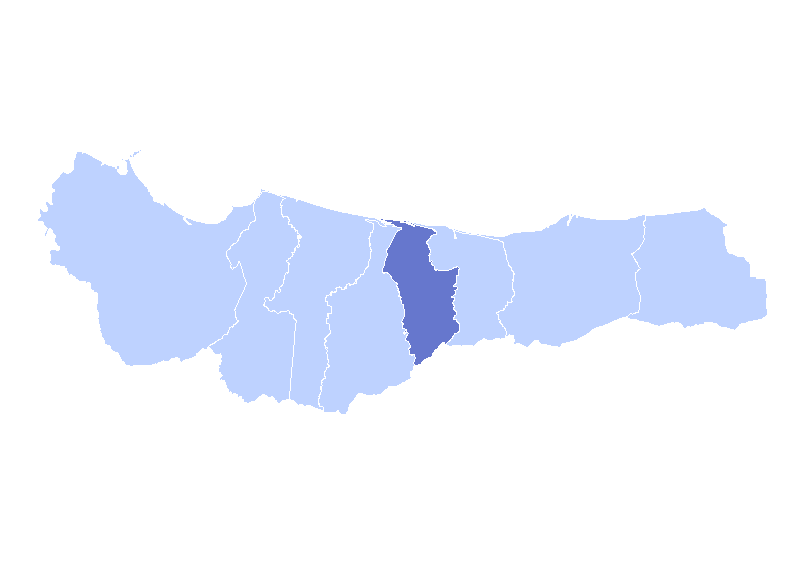
San Francisco

San Francisco est une municipalité du Honduras, située dans le département d'Atlántida. Elle est fondée le 14 janvier 1903.

## Villages et hameaux
La municipalité de San Francisco, est composée de 11 villages et cinq hameaux :
villages
- Frisco Uno
- Frutera
- Camelias
- Saladito
- Micely
- Boca del Toro
- Santiago Arriba
- Santiago Abajo
- Río Cuero
- Paguales
- Santa Ana

hameaux
- Buena Vista
- Poso Zarco
- La ensenada
- Divina Providencia
- El Sitio

## Crédit d'auteurs
- (en)/(es) Cet article est partiellement ou en totalité issu des articles intitulés en anglais « San Francisco, Atlántida » (voir la liste des auteurs) et en espagnol « San Francisco (Atlántida) » (voir la liste des auteurs).